# Polyrhachis schenkii
Polyrhachis schenkii é uma espécie de formiga do gênero Polyrhachis, pertencente à subfamília Formicinae.